# El Portil
El Portil es una localidad costera perteneciente al municipio de Punta Umbría (España). Está situada a 9,2 km del núcleo principal y en 2024 tenía una población de 1276 habitantes según el INE. Forma un conglomerado urbano junto a la localidad de Nuevo Portil, en el término municipal de Cartaya.

## Historia
Punta Umbría se segregó de Cartaya el 26 de abril de 1963, comenzando luego el crecimiento de la unidad de población de El Portil. Uno de los promotores de este desarrollo urbanístico fue el grupo Explosivos Río Tinto (ERT), cuya división inmobiliaria había adquirido ciertos terrenos en la zona. Durante la etapa franquista El Portil llegó a ser declarado como Centro de Interés Turístico Nacional (CITN). Más tarde, en la década de 1990, el municipio de Cartaya decidió impulsar el turismo, previamente iniciado por el municipio de Punta Umbría, y creó la unidad de población de Nuevo Portil.